# Paradidyma aristalis
Paradidyma aristalis là một loài ruồi trong họ Tachinidae.